# Улица Свердлова (Владимир)
Улица Свердлова — короткая, около 100 м, улица в исторической части города Владимир. Проходит от Большой Нижегородской улицы (через арку дома № 1а по улице Большая Нижегородская) до улицы Герцена.

## История
Историческое название — Сергиевская улица — дано по Сергиевскому храму, стоявшему прямо на трассе современной Большой Нижегородской улицы у выхода на неё улицы Свердлова. В 1923 году храм, как мешавший движению транспорта, был снесён. Прежний выход улицы к Ильинской-Покатой улице застроен современным зданием лицея № 14.
Современное название с 1923 года в честь Я. М. Свердлова (1885—1919), видного российского революционера, советского политического и государственного деятеля.
16 октября 2018 года на д. 3 открыли мемориальную доску основателю архивной службы области Неофиту Малицкому (1871—1935).
18 сентября 1991 года на 14 сессии Владимирского городского Совета народных депутатов была утверждена Программа топонимической реставрации города Владимир, в том числе список улиц, чьи исторические названия подлежат восстановлению, улица Свердлова в их числе.

## Известные жители
д. 3 — историк, архивист, краевед, основатель и первый руководитель государственной архивной службы Владимирской области Н. В. Малицкий (мемориальная доска)
Угол с улицей Герцена (д. 39) — писатель Николай Златовратский (1845—1911).
На месте правой части современного д. 1а по Большой Нижегородской улице стоял дом известного владимирского архитектора М. П. Кнопфа.